# Taufbecken (Brives-sur-Charente)

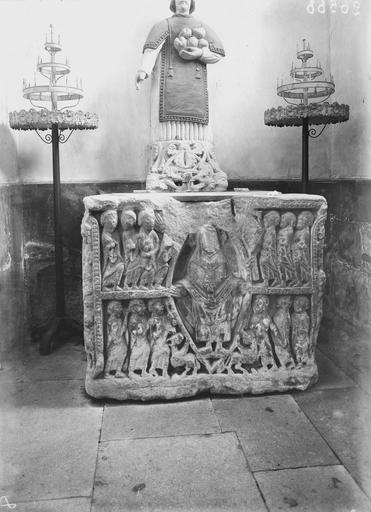
Taufbecken in Brives-sur-Charente

Das Taufbecken in der Kirche St-Étienne in Brives-sur-Charente, einer französischen Gemeinde im Département Charente-Maritime der Region Nouvelle-Aquitaine, wurde im 12. Jahrhundert geschaffen. 
Im Jahr 1922 wurde das gotische Taufbecken als Monument historique in die Liste der geschützten Objekte (Base Palissy) in Frankreich aufgenommen.
Das rechteckige Taufbecken aus Kalkstein, 1,15 Meter breit und 80 cm hoch, ist an drei Seiten geschmückt. An der Hauptseite ist Christus von sechs Aposteln und den vier Evangelisten umgeben. Auf einer anderen Seite hält Christus ein Kreuz, während die armen Seelen versuchen dem Teufel und der Hölle zu entkommen.   